# جامعة السلطان الشريف علي الإسلامية
جامعة السلطان شريف علي الإسلامية (بالملايو:Universiti Islam Sultan Sharif Ali وتختصر إلى UNISSA) هي الجامعة الثانية في بروناي، حيث تأسست عام 2007 كأول جامعة إسلامية في الدولة.
نبعت فكرة الجامعة الثانية بداية الأمر في خطاب السلطان حسن البلقية في حفل التخرج السادس عشر في جامعة بروناي دار السلام في عام 2004 ومرة أخرى في حفل التخرج السابع عشر في العام اللاحق، حيث بيّن السلطان أن الجامعة الثانية يجب أن تكون إسلامية. هدف الجامعة يتلخص بشكل عام بأن تصبح مركزا لنشر الإسلام في المنطقة.
أخذت الجامعة اسمها من أحد شرفاء مكة وهو بركات علي ابن الشريف عجلان أبن الشريف رميثة المعروف باسم السلطان الشريف علي الذي يعود نسبه لنبي الإسلام محمد، والذي تم تنصيبه على بروناي سلطانا ثالثا بعد زواجة من ابنة السلطان الذي سبقه. يذكر أن أول مسجد تم بناءه في بروناي كان بأمره، لكن تم تدميره خلال قصف الحلفاء في الأعوام 1945 و1946 .
تم تأسيس الجامعة في 11 ذو الحجة 1427هـ (1 يناير 2007) واستقبلت أول دفعة من الطلاب في أغسطس 2007، حيث قُدر عدد الطلاب المقبولين 152 طالباً وطالبة منهم 27 متقدماً في الدراسات العليا. تم جلب، في بدايات الجامعة، الموظفين الأكاديميين وغير الأكاديميين وكذلك الطلاب من معهد السلطان الحاج عمر علي صفي الدين للدراسات الإسلامية (يختصر إلى: IPI SHOAS) والذي كان جزءاً من جامعة بروناي حينها وبما أن جامعة السلطان الشريف علي لم يكن لديها مقراً رئيسياً في ذلك الوقت فقد تم استخدام المقر التابع للمعهد كمقر انطلاق لهم.
انتقلت الجامعة، في فبراير 2009، إلى الحرم الجامعي الجديد في منطقة جادونغ (Gadong) لتستطيع إيجاد مساحة كافية لمواكبة النمو ولاستيعاب أعداد الطلاب والموظفين.

## رؤية الجامعة
أن تصبح جامعة إسلامية ذات حيوية وتطور، وعلى مستوى عالمي عالي، مستندة في ذلك كُله على القرآن والسنة. 

## البرامج الأكاديمية

### الدبلوم الوطني
- الدبلوم الوطني العالي في الدراسات الإسلامية
- دبلوم في القانون الإسلامي وتطبيقاته
- شهادة في نظام العدالة الجنائية في الشريعة

### درجة البكالوريوس
- بكالوريوس في أصول الدين (التفسير والحديث) (باللغة العربية)
- بكالوريوس في أصول الدين (العقيدة والدعوة) (باللغة العربية)
- بكالوريوس في أصول الدين (تحفيظ وقراءات) (باللغة العربية)
- بكالوريوس في الشريعة (الفقه والقضاء) (باللغة العربية)
- بكالوريوس في الشريعة (الفقه وأصول الفقه) (باللغة العربية)
- بكالوريوس في القانون (LLB) وبكالوريوس في الشريعة (BSL) - درجة مزدوجة (باللغة الإنجليزية)
- بكالوريوس في اللغة العربية (باللغة العربية)
- بكالوريوس في التاريخ الإسلامي والحضارة (باللغة العربية)
- بكالوريوس العلوم في التمويل الإسلامي (باللغة الإنجليزية)
- بكالوريوس في إدارة الأعمال (باللغة الإنجليزية)

### درجةالماجستير
- ماجستير في أصول الدين باللغة العربية
- ماجستير في الشريعة الإسلامية باللغة العربية
- ماجستير في القانون باللغة العربية واللغة الإنجليزية
- ماجستير في اللغة العربية
- ماجستير في التاريخ والحضارة الإسلامية
- ماجستير في الأعمال المصرفية والتمويل الإسلامي
- ماجستير في المذهب الشافعي

### درجةالدكتوراه
- دكتوراه في أصول الدين
- دكتوراه في الشريعة
- دكتوراه في اللغة العربية
- دكتوراه في التاريخ الإسلامي والحضارة
- دكتوراه في القانون
- دكتوراه في المذهب الشافعي

## الكليات وهيئات التدريس
هناك خمس هيئات تدريس وستة مراكز في الجامعة:
- هيئة تدريس اللغة العربية والحضارة الإسلامية
- هيئة تدريس أصول الدين
- هيئة تدريس الشريعة والقانون
- هيئة تدريس الاقتصاد والتمويل الإسلامي
- هيئة تدريس إدارة التنمية الإسلامية
- مركز تعزيز المعرفة وتعلم اللغات
- مركز الدراسات العليا
- مركز أبحاث المذهب الشافعي
- مركز الأبحاث والنشر
- مركز العلاقات العامة والدولية
- مركز التقنية والوسائط المتعددة

## الملاحظات والمراجع
1. ↑  "Asean Focus Group - Asian Analysis". مؤرشف من الأصل في 2008-07-20. اطلع عليه بتاريخ أغسطس 2020. {{استشهاد ويب}}: تحقق من التاريخ في: |تاريخ الوصول= (مساعدة)
2. ↑  New university's ideals نسخة محفوظة 03 مارس 2016 على موقع واي باك مشين.
3. ↑  Universiti Islam Sultan Sharif Ali to launch first academic session نسخة محفوظة 03 مارس 2016 على موقع واي باك مشين.
4. ↑  Sultan Sharif Ali Islamic University (UNISSA) – Brunei Darussalam نسخة محفوظة 06 يوليو 2011 على موقع واي باك مشين.
5. ↑  "Faculties & Centres – Sultan Sharif Ali Islamic University (UNISSA)". www.unissa.edu.bn. مؤرشف من الأصل في 2018-07-28. اطلع عليه بتاريخ 2016-07-11.

## وصلات خارجية
- الموقع الإلكتروني الرسمي لجامعة السلطان الشريف علي الإسلامية

إحداثيات: 4°54′20.5″N 114°54′47.8″E / 4.905694°N 114.913278°E